# Казе Петенон (Тревизо)
Казе Петенон је насеље у Италији у округу Тревизо, региону Венето.
Према процени из 2011. у насељу је живело 30 становника. Насеље се налази на надморској висини од 70 м.